# Australien i olympiska sommarspelen 2004
Australien deltog i de Olympiska sommarspelen 2004 med den näst största truppen, bestående av 470 deltagare, 268 män och 202 kvinnor, och de tog totalt 49 medaljer.

## Badminton
| Idrottare                       | Gren        | Sextondelsfinaler                          | Åttondelsfinaler     | Kvartsfinaler        | Semifinaler          | Final                | Final            |
| Idrottare                       | Gren        | Motståndare Resultat                       | Motståndare Resultat | Motståndare Resultat | Motståndare Resultat | Motståndare Resultat | Placering        |
| ------------------------------- | ----------- | ------------------------------------------ | -------------------- | -------------------- | -------------------- | -------------------- | ---------------- |
| Stuart Brehaut                  | Herrsingel  | Lee (KOR) L 3-15, 2-15                     | Gick inte vidare     | Gick inte vidare     | Gick inte vidare     | Gick inte vidare     | Gick inte vidare |
| Ashley Brehaut Travis Denney    | Herrdubbel  | Panvisvas/Teerawiwatana (THA) L 3-15, 9-15 | Gick inte vidare     | Gick inte vidare     | Gick inte vidare     | Gick inte vidare     | Gick inte vidare |
| Lenny Permana                   | Damsingel   | Morgan (GBR) L 5-11, 3-11                  | Gick inte vidare     | Gick inte vidare     | Gick inte vidare     | Gick inte vidare     | Gick inte vidare |
| Jane Crabtree Kate Wilson-Smith | Damdubbel   | Harder/Schjoldager (DEN) L 2-15, 3-15      | Gick inte vidare     | Gick inte vidare     | Gick inte vidare     | Gick inte vidare     | Gick inte vidare |
| Travis Denney Kate Wilson-Smith | Mixeddubbel | Siegemund/Pitro (GER) L 5-15, 15-8, 4-15   | Gick inte vidare     | Gick inte vidare     | Gick inte vidare     | Gick inte vidare     | Gick inte vidare |

## Baseboll
Gruppspel
Rankningsomgång
| Nation        | Segrar | Förluster | Tiebreaker |
| ------------- | ------ | --------- | ---------- |
| Japan         | 6      | 1         | 1-0        |
| Kuba          | 6      | 1         | 0-1        |
| Kanada        | 5      | 2         |            |
| Australien    | 4      | 3         |            |
| Kina-Taipei   | 3      | 4         |            |
| Nederländerna | 2      | 5         |            |
| Grekland      | 1      | 6         | 1-0        |
| Italien       | 1      | 6         | 0-1        |

Slutspel
|  | Semifinaler | Semifinaler |   |  | Final      | Final |  |
|  |             |             |   |  |            |       |  |
|  | 24 augusti  |             |   |  |            |       |  |
|  | Australien  | 3           |   |  |            |       |  |
|  | Japan       | 0           |   |  |            |       |  |
|  |             |             |   |  |            |       |  |
|  |             |             |   |  | 25 augusti |       |  |
|  |             |             |   |  | Australien | 2     |  |
|  |             | Kuba        | 6 |  |            |       |  |
|  |             |             |   |  |            |       |  |
|  |             |             |   |  |            |       |  |
|  |             |             |   |  |            |       |  |
|  | 24 augusti  |             |   |  |            |       |  |
|  | USA         | 3           |   |  |            |       |  |
|  | Sydkorea    | 2           |   |  |            |       |  |

## Basket
Herrar
Gruppspel
| Lag         | Vinster | Förluster | Poäng | Första Tiebreaker Särskiljning av lika lag | Andra Tiebreaker Målgenomsnitt för lika lag |
| ----------- | ------- | --------- | ----- | ------------------------------------------ | ------------------------------------------- |
| Litauen     | 5       | 0         | 10    |                                            |                                             |
| Grekland    | 3       | 2         | 8     | 1-1                                        | 1.12                                        |
| Puerto Rico | 3       | 2         | 8     | 1-1                                        | 0,98                                        |
| USA         | 3       | 2         | 8     | 1-1                                        | 0,92                                        |
| Australien  | 1       | 4         | 6     |                                            |                                             |
| Angola      | 0       | 5         | 5     |                                            |                                             |

| 15 augusti 22:15 |                                                              | Grekland | 76–54                                                              | Australien |  | Helliniko Indoor Arena, Aten Publik: 11 500 Domare: Pablo Estevez (Argentina) José Ronfini (Mexiko) |
| 15 augusti 22:15 | Resultat efter kvart: 23–18, 12–15, 24–18, 17–3              |          |                                                                    |            |  | Helliniko Indoor Arena, Aten Publik: 11 500 Domare: Pablo Estevez (Argentina) José Ronfini (Mexiko) |
| 15 augusti 22:15 | Pts: Papadopoulos 21 Rebs: Papadopoulos 9 Asts: Papaloukas 4 |          | Pts: Heal, Maher 12 var Rebs: Nielsen 6 Asts: Andersen, Heal 1 var |            |  | Helliniko Indoor Arena, Aten Publik: 11 500 Domare: Pablo Estevez (Argentina) José Ronfini (Mexiko) |

| 17 augusti 11:15 |                                                  | Australien | 83–59                                                 | Angola |  | Helliniko Indoor Arena, Aten Publik: 2 400 Domare: Renato Santos (Brasilien) Vladimir Okhrimenko (Ryssland) |
| 17 augusti 11:15 | Resultat efter kvart: 21–13, 24–16, 27–15, 11–15 |            |                                                       |        |  | Helliniko Indoor Arena, Aten Publik: 2 400 Domare: Renato Santos (Brasilien) Vladimir Okhrimenko (Ryssland) |
| 17 augusti 11:15 | Pts: Heal 18 Rebs: Bogut 11 Asts: Smith 3        |            | Pts: Monteiro 18 Rebs: Gomes 9 Asts: 4 spelare, 1 var |        |  | Helliniko Indoor Arena, Aten Publik: 2 400 Domare: Renato Santos (Brasilien) Vladimir Okhrimenko (Ryssland) |

| 19 augusti 14:30 |                                                           | USA | 89–79                                             | Australien |  | Helliniko Indoor Arena, Aten Publik: 12 000 Domare: José Ronfini (Mexiko) Giampaolo Cicoria (Italien) |
| 19 augusti 14:30 | Resultat efter kvart: 21–31, 26–20, 18–16, 24–12          |     |                                                   |            |  | Helliniko Indoor Arena, Aten Publik: 12 000 Domare: José Ronfini (Mexiko) Giampaolo Cicoria (Italien) |
| 19 augusti 14:30 | Pts: Duncan 18 Rebs: Duncan 11 Asts: James, Marbury 5 var |     | Pts: Heal 17 Rebs: Andersen, Bogut 8 Asts: Heal 7 |            |  | Helliniko Indoor Arena, Aten Publik: 12 000 Domare: José Ronfini (Mexiko) Giampaolo Cicoria (Italien) |

| 21 augusti 9:00 |                                                  | Australien | 82–87                                         | Puerto Rico |  | Helliniko Indoor Arena, Aten Publik: 6 500 Domare: Vicente Bulto (Spanien) Pablo Estevez (Argentina) |
| 21 augusti 9:00 | Resultat efter kvart: 23–13, 28–28, 17–24, 14–22 |            |                                               |             |  | Helliniko Indoor Arena, Aten Publik: 6 500 Domare: Vicente Bulto (Spanien) Pablo Estevez (Argentina) |
| 21 augusti 9:00 | Pts: Nielsen 20 Rebs: Bogut 11 Asts: Heal 6      |            | Pts: Santiago 20 Rebs: Ortiz 6 Asts: Arroyo 7 |             |  | Helliniko Indoor Arena, Aten Publik: 6 500 Domare: Vicente Bulto (Spanien) Pablo Estevez (Argentina) |

| 23 augusti 11:15 |                                                        | Litauen | 100–85                                                | Australien |  | Helliniko Indoor Arena, Aten Publik: 7 650 Domare: Vicente Bulto (Spanien) Alejandro Chiti (Argentina) |
| 23 augusti 11:15 | 'Resultat efter kvart: 20–19, 32–9, 23–38, 25–19       |         |                                                       |            |  | Helliniko Indoor Arena, Aten Publik: 7 650 Domare: Vicente Bulto (Spanien) Alejandro Chiti (Argentina) |
| 23 augusti 11:15 | Pts: Javtokas 23 Rebs: Javtokas 9 Asts: Jasikevičius 4 |         | Pts: Bogut, Saville 21 var Rebs: Bogut 9 Asts: Heal 3 |            |  | Helliniko Indoor Arena, Aten Publik: 7 650 Domare: Vicente Bulto (Spanien) Alejandro Chiti (Argentina) |

Damer
Gruppspel
| Lag        | Vinster | Förluster | Poäng | Första Tiebreaker Särskiljning av lika lag |
| ---------- | ------- | --------- | ----- | ------------------------------------------ |
| Australien | 5       | 0         | 10    |                                            |
| Ryssland   | 4       | 1         | 9     |                                            |
| Brasilien  | 3       | 2         | 8     |                                            |
| Grekland   | 2       | 3         | 7     |                                            |
| Japan      | 1       | 4         | 6     |                                            |
| Nigeria    | 0       | 5         | 5     | 0-1                                        |

| 14 augusti 9:00 |                                                                    | Australien | 85–73                                              | Nigeria |  | Helliniko Indoor Arena, Aten Publik: 302 Domare: Philippe Leemann (Frankrike) Valdu Suurkask (Estland) |
| 14 augusti 9:00 | Resultat efter kvart: 20–18, 26–14, 16–12, 23–29                   |            |                                                    |         |  | Helliniko Indoor Arena, Aten Publik: 302 Domare: Philippe Leemann (Frankrike) Valdu Suurkask (Estland) |
| 14 augusti 9:00 | Pts: Batkovic, Taylor 11 Rebs: Batkovic 7 Asts: Fallon, Harrower 4 |            | Pts: Udoka 26 Rebs: Amachree, Sadiq 8 Asts: Umoh 2 |         |  | Helliniko Indoor Arena, Aten Publik: 302 Domare: Philippe Leemann (Frankrike) Valdu Suurkask (Estland) |

| 16 augusti 22:15 |                                                               | Ryssland | 56–75                                                    | Australien |  | Olympic Indoor Hall, Aten Domare: Reynaldo Mercedes Sanchez (Dom. republiken) Nancy Ethier (Kanada) |
| 16 augusti 22:15 | Resultat efter kvart: 12–21, 21–15, 15–16, 8–23               |          |                                                          |            |  | Olympic Indoor Hall, Aten Domare: Reynaldo Mercedes Sanchez (Dom. republiken) Nancy Ethier (Kanada) |
| 16 augusti 22:15 | Pts: Korstin 12 Rebs: Korstin 9 Asts: Osipova, Rachmatulina 3 |          | Pts: Taylor 26 Rebs: Jackson, Taylor 10 Asts: Harrower 4 |            |  | Olympic Indoor Hall, Aten Domare: Reynaldo Mercedes Sanchez (Dom. republiken) Nancy Ethier (Kanada) |

| 18 augusti 11:15 |                                                      | Japan | 78–97                                              | Australien |  | Helliniko Indoor Arena, Aten Publik: 500 Domare: Alejandro Chiti (Argentina) Song Yanping (Kina) |
| 18 augusti 11:15 | Resultat efter kvart: 20–26, 15–30, 10–26, 33–15     |       |                                                    |            |  | Helliniko Indoor Arena, Aten Publik: 500 Domare: Alejandro Chiti (Argentina) Song Yanping (Kina) |
| 18 augusti 11:15 | Pts: Oga 21 Rebs: Yano 4 Asts: Kawabata, Tachikawa 2 |       | Pts: Jackson 31 Rebs: Jackson 9 Asts: Tranquilli 5 |            |  | Helliniko Indoor Arena, Aten Publik: 500 Domare: Alejandro Chiti (Argentina) Song Yanping (Kina) |

| 20 augusti 20:00 |                                                   | Australien | 77–40                                          | Grekland |  | Helliniko Indoor Arena, Aten Domare: Virginijus Dovidavicius (Litauen) Giampaolo Cicoria (Italien) |
| 20 augusti 20:00 | Resultat efter kvart: 18–13, 21–8, 20–9, 18–10    |            |                                                |          |  | Helliniko Indoor Arena, Aten Domare: Virginijus Dovidavicius (Litauen) Giampaolo Cicoria (Italien) |
| 20 augusti 20:00 | Pts: Jackson 20 Rebs: Jackson 12 Asts: Batkovic 2 |            | Pts: Maltsi 9 Rebs: Maltsi 10 Asts: Saregkou 3 |          |  | Helliniko Indoor Arena, Aten Domare: Virginijus Dovidavicius (Litauen) Giampaolo Cicoria (Italien) |

| 22 augusti 14:30 |                                                              | Brasilien | 66–84                                               | Australien |  | Helliniko Indoor Arena, Aten Domare: Corbin Sean (USA) Giampaolo Cicoria (Italien) |
| 22 augusti 14:30 | Resultat efter kvart: 21–20, 14–20, 18–22, 13–22             |           |                                                     |            |  | Helliniko Indoor Arena, Aten Domare: Corbin Sean (USA) Giampaolo Cicoria (Italien) |
| 22 augusti 14:30 | Pts: Luz 16 Rebs: Oliveira 11 Asts: Castro Marques, Arcain 3 |           | Pts: Jackson 24 Rebs: Snell 8 Asts: Fallon, Snell 3 |            |  | Helliniko Indoor Arena, Aten Domare: Corbin Sean (USA) Giampaolo Cicoria (Italien) |

Slutspel
|  | Kvartsfinaler | Kvartsfinaler |            |     | Semifinaler  | Semifinaler |            |            | Final       | Final |
|  | 0             | 0             | 0          | 0   | 0            | 0           | 0          | 0          | 0           | 0     |
|  |               |               | 0          | 0   |              |             | 0          | 0          |             |       |
|  |               |               | 0          | 0   |              |             | 0          | 0          |             |       |
|  | 0 Australien  | 094           | 0          | 0   |              |             | 0          | 0          |             |       |
|  | 0 Australien  | 094           | 0          | 0   |              |             | 0          | 0          |             |       |
|  | 0 Nya Zeeland | 055           | 0          | 0   |              |             | 0          | 0          |             |       |
|  | 0 Nya Zeeland | 055           | 0          | 0   | 0 Australien | 088         | 0          | 0          |             |       |
|  |               |               | 0          | 0   | 0 Australien | 088         | 0          | 0          |             |       |
|  | 0             | 0 Brasilien   | 0          | 075 | 0            |             |            | 0          |             |       |
|  | 0             | 0 Brasilien   | 0          | 075 | 0            | 0 Brasilien | 067        | 0          |             |       |
|  | 0             |               |            |     |              | 0 Brasilien | 067        | 0          |             |       |
|  | 0             | 0 Spanien     | 064        | 0   |              |             |            | 0          |             |       |
|  | 0             | 0 Spanien     | 064        | 0   | 0 Australien | 063         |            | 0          |             |       |
|  | 0             |               |            | 0   | 0 Australien | 063         |            | 0          |             |       |
|  | 0             | 0             | 0 USA      | 0   | 074          |             |            |            |             |       |
|  | 0             | 0             | 0 USA      | 0   | 074          | 0 USA       | 0100       |            |             |       |
|  | 0             | 0             |            |     |              |             | 0100       |            |             |       |
|  | 0             | 0             | 0 Grekland | 072 | 0            |             |            |            |             |       |
|  | 0             | 0             | 0 Grekland | 072 | 0            | 0 USA       | 066        | Bronsmatch | Bronsmatch  |       |
|  | 0             | 0             |            |     | 0            | 0 USA       | 066        | Bronsmatch | Bronsmatch  |       |
|  | 0             | 0             | 0 Ryssland | 062 | 0            | 0           |            |            |             |       |
|  | 0             | 0             | 0 Ryssland | 062 | 0            | 0           | 0 Ryssland | 070        | 0 Brasilien | 062   |
|  | 0             | 0             |            |     | 0            | 0           | 0 Ryssland | 070        | 0 Brasilien | 062   |
|  | 0             | 0             | 0 Tjeckien | 049 | 0            | 0           | 0 Ryssland | 071        |             |       |
|  | 0             | 0             | 0 Tjeckien | 049 | 0            | 0           | 0 Ryssland | 071        |             |       |
|  |               |               |            |     |              |             |            |            |             |       |
|  |               |               |            |     |              |             |            |            |             |       |

## Bordtennis
| Idrottare                      | Gren       | Omgång 1               | Omgång 2                  | Omgång 3                 | Omgång 4             | Kvartsfinaler        | Semifinaler          | Final                |                  |
| Idrottare                      | Gren       | Motståndare Resultat   | Motståndare Resultat      | Motståndare Resultat     | Motståndare Resultat | Motståndare Resultat | Motståndare Resultat | Motståndare Resultat |                  |
| ------------------------------ | ---------- | ---------------------- | ------------------------- | ------------------------ | -------------------- | -------------------- | -------------------- | -------------------- | ---------------- |
| Lay Jian Fang                  | Damsingel  | Vaida (CRO) W 4-0      | Wosik (GER) L 2-4         | Gick inte vidare         | Gick inte vidare     | Gick inte vidare     | Gick inte vidare     | Gick inte vidare     | Gick inte vidare |
| Miao Miao                      | Damsingel  | Espineira (PER) W 4-2  | Fukuhara (JPN) L 3-4      | Gick inte vidare         | Gick inte vidare     | Gick inte vidare     | Gick inte vidare     | Gick inte vidare     | Gick inte vidare |
| Lay Jian Fang Miao Miao        | Damdubbel  | BYE                    | C. Li/K. Li (NZL) L 2-4   | Gick inte vidare         | Gick inte vidare     | Gick inte vidare     | Gick inte vidare     | Gick inte vidare     | Gick inte vidare |
| Trevor Brown                   | Herrsingel | Matsushita (JPN) L 0-4 | Gick inte vidare          | Gick inte vidare         | Gick inte vidare     | Gick inte vidare     | Gick inte vidare     | Gick inte vidare     | Gick inte vidare |
| William Henzell                | Herrsingel | Nguyen (USA) W 4-1     | Chen (AUT) L 0-4          | Gick inte vidare         | Gick inte vidare     | Gick inte vidare     | Gick inte vidare     | Gick inte vidare     | Gick inte vidare |
| Russell Lavale                 | Herrsingel | Milicevic (BIH) L 2-4  | Gick inte vidare          | Gick inte vidare         | Gick inte vidare     | Gick inte vidare     | Gick inte vidare     | Gick inte vidare     | Gick inte vidare |
| Trevor Brown Russell Lavale    | Herrdubbel | i.u.                   | Huang/Kassam (CAN) L 0-4  | Gick inte vidare         | Gick inte vidare     | Gick inte vidare     | Gick inte vidare     | Gick inte vidare     | Gick inte vidare |
| William Henzell David Zalcberg | Herrdubbel | i.u.                   | Mondello/Yang (ITA) W 4-1 | Heister/Keen (NED) L 1-4 | Gick inte vidare     | Gick inte vidare     | Gick inte vidare     | Gick inte vidare     | Gick inte vidare |

## Boxning
| Idrottare           | Gren            | Sextondelsfinaler       | Åttondelsfinaler       | Kvartsfinaler         | Semifinaler          | Final                | Final            |
| Idrottare           | Gren            | Motståndare Resultat    | Motståndare Resultat   | Motståndare Resultat  | Motståndare Resultat | Motståndare Resultat | Placering        |
| ------------------- | --------------- | ----------------------- | ---------------------- | --------------------- | -------------------- | -------------------- | ---------------- |
| Peter Wakefield     | Lätt flugvikt   | BYE                     | Jermia (NAM) L 20-29   | Gick inte vidare      | Gick inte vidare     | Gick inte vidare     | Gick inte vidare |
| Bradley Hore        | Flugvikt        | Siler (USA) L 18-32     | Gick inte vidare       | Gick inte vidare      | Gick inte vidare     | Gick inte vidare     | Gick inte vidare |
| Joel Brunker        | Bantamvikt      | Mammadov (AZE) L (RSC)  | Gick inte vidare       | Gick inte vidare      | Gick inte vidare     | Gick inte vidare     | Gick inte vidare |
| Ryan Langham        | Fjädervikt      | Simion (ROU) L (RSC)    | Gick inte vidare       | Gick inte vidare      | Gick inte vidare     | Gick inte vidare     | Gick inte vidare |
| Anthony Little      | Lättvikt        | Chobba (TUN) W 27-8     | Khrachev (RUS) L (RSC) | Gick inte vidare      | Gick inte vidare     | Gick inte vidare     | Gick inte vidare |
| Anoushirvan Nourian | Lätt weltervikt | Julie (SEY) W 51-22     | di Rocco (ITA) L 25-33 | Gick inte vidare      | Gick inte vidare     | Gick inte vidare     | Gick inte vidare |
| Gerard O'Mahony     | Weltervikt      | Polyakov (UKR) L 27-54  | Gick inte vidare       | Gick inte vidare      | Gick inte vidare     | Gick inte vidare     | Gick inte vidare |
| Jamie Pittman       | Mellanvikt      | Wilaschek (GER) L 23-24 | Gick inte vidare       | Gick inte vidare      | Gick inte vidare     | Gick inte vidare     | Gick inte vidare |
| Adam Forsyth        | Tungvikt        | i.u.                    | Đipalo (CRO) W 32-22   | Elsayed (EGY) L 12-27 | Gick inte vidare     | Gick inte vidare     | Gick inte vidare |

## Brottning
Herrarnas fristil
| Ali Abdo | 74 kg | Pool 5 Gaidarov (BLR) L 0-10 Rinella (ITA) L 0-11 | 3 | Gick inte vidare | Gick inte vidare | Gick inte vidare | Gick inte vidare |

## Bågskytte
Herrar
| Idrottare                                  | Gren         | Rankningsomgång | Rankningsomgång | 32-delsfinaler            | Sextondelsfinaler           | Åttondelsfinaler     | Kvartsfinaler              | Semifinaler                 | Final                              | Final            |
| Idrottare                                  | Gren         | Poäng           | Seed            | Motståndare Resultat      | Motståndare Resultat        | Motståndare Resultat | Motståndare Resultat       | Motståndare Resultat        | Motståndare Resultat               | Placering        |
| ------------------------------------------ | ------------ | --------------- | --------------- | ------------------------- | --------------------------- | -------------------- | -------------------------- | --------------------------- | ---------------------------------- | ---------------- |
| David Barnes                               | Individuellt | 649             | 31              | Andersson (SWE) L 151-160 | Gick inte vidare            | Gick inte vidare     | Gick inte vidare           | Gick inte vidare            | Gick inte vidare                   | Gick inte vidare |
| Tim Cuddihy                                | Individuellt | 663             | 12              | Naglieri (FRA) W 148-127  | Frankenberg (GER) W 164-163 | Jang (KOR) W 166-165 | Park (KOR) W 112-111       | Yamamoto (JPN) L 1159-11510 | Bronsmatch Godfrey (GBR) W 113-112 | 3                |
| Simon Fairweather                          | Individuellt | 658             | 20              | Prylepau (BLR) L 137-141  | Gick inte vidare            | Gick inte vidare     | Gick inte vidare           | Gick inte vidare            | Gick inte vidare                   | Gick inte vidare |
| David Barnes Tim Cuddihy Simon Fairweather | Lagtävling   | 1962            | 7               | i.u.                      | i.u.                        | Indien W 248-236     | Kinesiska Taipei L 247-250 | Gick inte vidare            | Gick inte vidare                   | Gick inte vidare |

Damer
| Idrottare                                        | Gren         | Rankningsomgång | Rankningsomgång | 32-delsfinaler                | Sextondelsfinaler        | Åttondelsfinaler     | Kvartsfinaler        | Semifinaler          | Final                | Final            |
| Idrottare                                        | Gren         | Poäng           | Seed            | Motståndare Resultat          | Motståndare Resultat     | Motståndare Resultat | Motståndare Resultat | Motståndare Resultat | Motståndare Resultat | Placering        |
| ------------------------------------------------ | ------------ | --------------- | --------------- | ----------------------------- | ------------------------ | -------------------- | -------------------- | -------------------- | -------------------- | ---------------- |
| Deonne Bridger                                   | Individuellt | 620             | 39              | Beloslydtseva (KAZ) L 145-150 | Gick inte vidare         | Gick inte vidare     | Gick inte vidare     | Gick inte vidare     | Gick inte vidare     | Gick inte vidare |
| Jo-Ann Galbraith                                 | Individuellt | 596             | 57              | Psarra (GRE) L 116-138        | Gick inte vidare         | Gick inte vidare     | Gick inte vidare     | Gick inte vidare     | Gick inte vidare     | Gick inte vidare |
| Melissa Jennison                                 | Individuellt | 628             | 29              | Arnold (USA) W 132-121        | He (CHN) L 158-158 (8-9) | Gick inte vidare     | Gick inte vidare     | Gick inte vidare     | Gick inte vidare     | Gick inte vidare |
| Deonne Bridger Jo-Ann Galbraith Melissa Jennison | Lagtävling   | 1844            | 15              | i.u.                          | i.u.                     | Kina L 233-248       | Gick inte vidare     | Gick inte vidare     | Gick inte vidare     | Gick inte vidare |

## Cykling

### Mountainbike
| Idrottare      | Gren                  | Tid     | Placering |
| -------------- | --------------------- | ------- | --------- |
| Lisa Mathison  | Damernas terränglopp  | 2:07:01 | 10        |
| Joshua Fleming | Herrarnas terränglopp | 2:29:54 | 31        |
| Sid Taberlay   | Herrarnas terränglopp | 2:26:16 | 23        |

### Landsväg
Herrar
| Idrottare      | Gren                | Tid      | Placering |
| -------------- | ------------------- | -------- | --------- |
| Baden Cooke    | Herrarnas linjelopp | DNF      | x         |
| Robbie McEwen  | Herrarnas linjelopp | 5:41:56  | 11        |
| Stuart O'Grady | Herrarnas linjelopp | 5:41:56  | 33        |
| Michael Rogers | Herrarnas linjelopp | DNF      | x         |
| Matt White     | Herrarnas linjelopp | DNF      | x         |
| Michael Rogers | Herrarnas tempolopp | 58:01.67 | 3         |

Damer
| Idrottare     | Gren               | Tid      | Placering |
| ------------- | ------------------ | -------- | --------- |
| Sara Carrigan | Damernas linjelopp | 3:24:24  | 1         |
| Olivia Gollan | Damernas linjelopp | 3:25:42  | 12        |
| Oenone Wood   | Damernas linjelopp | 3:25:03  | 4         |
| Oenone Wood   | Damernas tempolopp | 32:16.00 | 6         |

### Bana
Herrar
| Bradley McGee                                                                             | Herrarnas förföljelse    | 4:17,510    | 3 Q         | 4:17,978    | 2 Q         | Gold Medal Final 4:20,436 | 2                |
| Luke Roberts                                                                              | Herrarnas förföljelse    | 4:19,353    | 7 Q         | 4:20,336    | 5           | Gick inte vidare          | Gick inte vidare |
| Graeme Brown Brett Lancaster Bradley McGee Luke Roberts Peter Dawson* Stephen Wooldridge* | Herrarnas lagförföljelse | 4:00,613    | 1 Q         | 3:56,610    | 1 Q         | Final 3:58,233            | 1                |
| Ryan Bayley Sean Eadie Shane Kelly                                                        | Herrarnas lagsprint      | 44,512      | 5 Q         | 44,320      | 4 Q         | Bronsfinal 44,404         | 4                |
| Shane Kelly                                                                               | Herrarnas tempolopp      | i.u.        | i.u.        | i.u.        | i.u.        | 1:01.224                  | 4                |
| Mark Renshaw                                                                              | Herrarnas poänglopp      | i.u.        | i.u.        | i.u.        | i.u.        | 20 points 2 extra varv    | 6                |
| Ryan Bayley                                                                               | Herrarnas keirin         | Round 1 1 Q | Round 1 1 Q | Round 2 1 Q | Round 2 1 Q | Final 1                   | 1                |
| Shane Kelly                                                                               | Herrarnas keirin         | Round 1 1 Q | Round 1 1 Q | Round 2 1 Q | Round 2 1 Q | Final 3                   | 3                |
| Graeme Brown Stuart O'Grady                                                               | Herrarnas Madison        | i.u.        | i.u.        | i.u.        | i.u.        | 22 poäng                  | 1                |

Damer
| Idrottare       | Gren                 | Kval     | Kval      | Första omgången | Första omgången | Final               | Final     |
| Idrottare       | Gren                 | Tid      | Placering | Motståndare Tid | Placering       | Motståndare Tid     | Placering |
| --------------- | -------------------- | -------- | --------- | --------------- | --------------- | ------------------- | --------- |
| Katherine Bates | Damernas förföljelse | 3:31,236 | 4 Q       | 3:34,743        | 4 Q             | Bronsfinal 3:31,715 | 4         |
| Katie Mactier   | Damernas förföljelse | 3:29,945 | 2 Q       | 3:28,095        | 2 Q             | Final 3:27,650      | 2         |
| Anna Meares     | Damernas tempolopp   | i.u.     | i.u.      | i.u.            | i.u.            | 33,952 WR           | 1         |
| Katherine Bates | Damernas poänglopp   | i.u.     | i.u.      | i.u.            | i.u.            | 7 points            | 8         |

Sprint
| Idrottare   | Gren             | Kval                   | Kval                | Första omgången                  | Återkval                         | Kvartsfinaler                    | Semifinaler                                 | Final                            | Final                                                         |    |
| Idrottare   | Gren             | Tid Hastighet (km/h)   | Placering           | Motståndare Tid Hastighet (km/h) | Motståndare Tid Hastighet (km/h) | Motståndare Tid Hastighet (km/h) | Motståndare Tid Hastighet (km/h)            | Motståndare Tid Hastighet (km/h) | Placering                                                     |    |
| ----------- | ---------------- | ---------------------- | ------------------- | -------------------------------- | -------------------------------- | -------------------------------- | ------------------------------------------- | -------------------------------- | ------------------------------------------------------------- | -- |
| Anna Meares | Damernas sprint  | 11,291 63,737 km/h 1 Q | Radanova (BUL) W    | BYE                              | Meinke (GER) W 2-0               | Muenzer (CAN) L 1-2              | Bronze Medal Final Grankovskaya (RUS) W 2-0 | 3                                |                                                               |    |
| Ryan Bayley | Herrarnas sprint | 10,177 70,477 km/h 1 Q | Nimke (GER) W       | BYE                              | Ng (MAS) W                       | BYE                              | Forde (BAR) W 2-0                           | Gané (FRA) W 2-0                 | Final Bos (NED) W 2-1                                         | 1  |
| Sean Eadie  | Herrarnas sprint | 10,454 68,873 km/h 9 Q | Kwiatkowski (POL) W | BYE                              | Bourgain (FRA) L                 | Edgar (GBR) Ng (MAS) 3           | Gick inte vidare                            | Gick inte vidare                 | 9-12: klassificering Villanueva (ESP) Mulder (NED) Ng (MAS) 4 | 12 |

## Fotboll
Damer
| Nr          | Namn             | Klubb 2004                | Födelsedatum     | Ålder     | Spelade   | Mål       | Y         | Y/R       | R         |
| Målvakter   | Målvakter        | Målvakter                 | Målvakter        | Målvakter | Målvakter | Målvakter | Målvakter | Målvakter | Målvakter |
| ----------- | ---------------- | ------------------------- | ---------------- | --------- | --------- | --------- | --------- | --------- | --------- |
| 18          | Melissa Barbieri | Victoria Vision           | 20 januari 1980  | 24        | 0         | 0         | 0         | 0         | 0         |
| 1           | Cassandra Kell   | New South Wales Sapphires | 8 augusti 1980   | 24        | 4         | 0         | 0         | 0         | 0         |
| Försvarare  |                  |                           |                  |           |           |           |           |           |           |
| 3           | Sacha Wainwright | Canberra Eclipse          | 6 februari 1972  | 32        | 4         | 0         | 0         | 0         | 0         |
| 5           | Cheryl Salisbury | New York Power            | 8 mars 1974      | 30        | 4         | 0         | 0         | 0         | 0         |
| 4           | Dianne Alagich   | Adelaide Sensation        | 12 maj 1979      | 25        | 4         | 0         | 1         | 0         | 0         |
| 2           | Rhian Davies     | Canberra Eclipse          | 5 januari 1981   | 23        | 4         | 0         | 0         | 0         | 0         |
| 13          | Thea Slatyer     | New South Wales Sapphires | 2 februari 1983  | 21        | 1         | 0         | 0         | 0         | 0         |
| 12          | Karla Reuter     | Queensland Sting          | 14 juni 1984     | 20        | 2         | 0         | 0         | 0         | 0         |
| Mittfältare |                  |                           |                  |           |           |           |           |           |           |
| 14          | Gillian Foster   | Canberra Eclipse          | 28 augusti 1976  | 27        | 4         | 0         | 0         | 0         | 0         |
| 10          | Joanne Peters    | New York Power            | 11 mars 1979     | 25        | 4         | 1         | 1         | 0         | 0         |
| 17          | Danielle Small   | New South Wales Sapphires | 7 februari 1979  | 25        | 4         | 0         | 0         | 0         | 0         |
| 15          | Tal Karp         | Canberra Eclipse          | 30 december 1981 | 22        | 0         | 0         | 0         | 0         | 0         |
| 8           | Heather Garriock | Queensland Sting          | 21 december 1982 | 22        | 4         | 1         | 0         | 0         | 0         |
| 9           | Kylie Ledbrook   | New South Wales Sapphires | 20 mars 1986     | 18        | 1         | 0         | 0         | 0         | 0         |
| 6           | Sally Shipard    | New South Wales Sapphires | 20 oktober 1987  | 16        | 4         | 0         | 0         | 0         | 0         |
| Anfallare   |                  |                           |                  |           |           |           |           |           |           |
| 7           | Sarah Walsh      | Queensland Sting          | 11 januari 1983  | 21        | 4         | 0         | 0         | 0         | 0         |
| 11          | Lisa de Vanna    | Adelaide Sensation        | 14 november 1984 | 19        | 4         | 1         | 0         | 0         | 0         |
| 16          | Selin Kuralay    | Victoria Vision           | 25 januari 1985  | 19        | 4         | 0         | 0         | 0         | 0         |
| Coach       |                  |                           |                  |           |           |           |           |           |           |
|             | Adrian Santrac   |                           | 29 juni 1958     | 46        |           |           |           |           |           |

Gruppspel
| Lag        | Pld | W | D | L | GF | GA | GD  | Pts |
| ---------- | --- | - | - | - | -- | -- | --- | --- |
| USA        | 3   | 2 | 1 | 0 | 6  | 1  | +5  | 7   |
| Brasilien  | 3   | 2 | 0 | 1 | 8  | 2  | +6  | 6   |
| Australien | 3   | 1 | 1 | 1 | 2  | 2  | 0   | 4   |
| Grekland   | 3   | 0 | 0 | 3 | 0  | 11 | −11 | 0   |

|  | 11 augusti 2004 18:00 | Brasilien | 1 – 0   | Australien | Kaftanzoglio Stadium, Thessaloniki        |                                           |
|  |                       | Marta 36′ | Rapport |            | Publik: 25 152 Domare: Damková (Tjeckien) | Publik: 25 152 Domare: Damková (Tjeckien) |
|  |                       |           |         |            | Publik: 25 152 Domare: Damková (Tjeckien) | Publik: 25 152 Domare: Damková (Tjeckien) |
|  |                       |           |         |            | Publik: 25 152 Domare: Damková (Tjeckien) | Publik: 25 152 Domare: Damková (Tjeckien) |

|  | 14 augusti 2004 20:30 | Grekland | 0 – 1   | Australien   | Pankritio Stadium, Heraklio           |                                       |
|  |                       |          | Rapport | Garriock 27′ | Publik: 8 857 Domare: D'Coth (Indien) | Publik: 8 857 Domare: D'Coth (Indien) |
|  |                       |          |         |              | Publik: 8 857 Domare: D'Coth (Indien) | Publik: 8 857 Domare: D'Coth (Indien) |
|  |                       |          |         |              | Publik: 8 857 Domare: D'Coth (Indien) | Publik: 8 857 Domare: D'Coth (Indien) |

|  | 17 augusti 2004 20:30 | USA       | 1 – 1   | Australien | Kaftanzoglio Stadium, Thessaloniki       |                                          |
|  |                       | Lilly 19′ | Rapport | Peters 82′ | Publik: 3 320 Domare: Ionescu (Rumänien) | Publik: 3 320 Domare: Ionescu (Rumänien) |
|  |                       |           |         |            | Publik: 3 320 Domare: Ionescu (Rumänien) | Publik: 3 320 Domare: Ionescu (Rumänien) |
|  |                       |           |         |            | Publik: 3 320 Domare: Ionescu (Rumänien) | Publik: 3 320 Domare: Ionescu (Rumänien) |

Slutspel
|  | Kvartsfinaler             | Kvartsfinaler       |                       |         | Semifinaler | Semifinaler |  |  | Final             | Final |
|  |                           |                     |                       |         |             |             |  |  |                   |       |
|  | 20 augusti - Patras       |                     |                       |         |             |             |  |  |                   |       |
|  |                           |                     |                       |         |             |             |  |  |                   |       |
|  | Tyskland                  | 2                   |                       |         |             |             |  |  |                   |       |
|  | Tyskland                  | 2                   | 23 augusti - Heraklio |         |             |             |  |  |                   |       |
|  | Nigeria                   | 1                   |                       |         |             |             |  |  |                   |       |
|  | Nigeria                   | 1                   | Tyskland              | 1       |             |             |  |  |                   |       |
|  | 20 augusti - Thessaloniki |                     | Tyskland              | 1       |             |             |  |  |                   |       |
|  |                           | USA                 | 2                     |         |             |             |  |  |                   |       |
|  | USA                       | USA                 | 2                     | 2       |             |             |  |  |                   |       |
|  | USA                       |                     | 26 augusti - Aten     | 2       |             |             |  |  |                   |       |
|  | Japan                     | 1                   |                       |         |             |             |  |  |                   |       |
|  | Japan                     | 1                   | USA                   | 2       |             |             |  |  |                   |       |
|  | 20 augusti - Heraklio     |                     | USA                   | 2       |             |             |  |  |                   |       |
|  |                           | Brasilien           | 1                     |         |             |             |  |  |                   |       |
|  | Mexiko                    | Brasilien           | 1                     | 0       |             |             |  |  |                   |       |
|  | Mexiko                    | 23 augusti - Patras |                       | 0       |             |             |  |  |                   |       |
|  | Brasilien                 | 5                   |                       |         |             |             |  |  |                   |       |
|  | Brasilien                 | 5                   | Sverige               | 0       | Bronsmatch  | Bronsmatch  |  |  |                   |       |
|  | 20 augusti - Volos        |                     | Sverige               | 0       | Bronsmatch  | Bronsmatch  |  |  |                   |       |
|  |                           | Brasilien           | 1                     |         |             |             |  |  |                   |       |
|  | Sverige                   | Brasilien           | 1                     | 2       | Tyskland    | 1           |  |  |                   |       |
|  | Sverige                   |                     |                       | 2       | Tyskland    | 1           |  |  |                   |       |
|  | Australien                | 1                   |                       | Sverige | 0           |             |  |  |                   |       |
|  | Australien                | 1                   |                       |         | 0           |             |  |  |                   |       |
|  |                           |                     |                       |         |             |             |  |  | 26 augusti - Aten |       |
|  |                           |                     |                       |         |             |             |  |  |                   |       |

Herrar
| Nr          | Namn                    | Födelsedatum | Ålder     | Matcher   | Mål       | 10px      | 10px      | 10px      |
| Målvakter   | Målvakter               | Målvakter    | Målvakter | Målvakter | Målvakter | Målvakter | Målvakter | Målvakter |
| ----------- | ----------------------- | ------------ | --------- | --------- | --------- | --------- | --------- | --------- |
| 1           | Brad Jones              | 19.03.1982   | 22        | 0         | 0         | 0         | 0         | 0         |
| 18          | Eugene Galekovic        | 12.06.1981   | 23        | 4         | 0         | 0         | 0         | 0         |
| Försvarare  |                         |              |           |           |           |           |           |           |
| 2           | Jade North              | 07.01.1982   | 22        | 4         | 0         | 1         | 0         | 0         |
| 3           | Shane Cansdell-Sherriff | 10.11.1982   | 21        | 4         | 0         | 0         | 0         | 0         |
| 5           | Jon McKain              | 21.09.1982   | 21        | 3         | 0         | 3         | 0         | 0         |
| 6           | Adrian Madaschi         | 11.07.1982   | 22        | 4         | 0         | 1         | 0         | 0         |
| 4           | Craig Moore             | 12.12.1975   | 28        | 3         | 0         | 2         | 0         | 0         |
| 12          | David Tarka             | 11.02.1983   | 21        | 0         | 0         | 0         | 0         | 0         |
| Mittfältare |                         |              |           |           |           |           |           |           |
| 10          | Tim Cahill              | 06.12.1979   | 24        | 3         | 1         | 2         | 0         | 0         |
| 7           | Ahmad Elrich            | 30.05.1981   | 23        | 3         | 2         | 2         | 0         | 0         |
| 17          | Ryan Griffiths          | 21.08.1981   | 22        | 3         | 0         | 0         | 0         | 0         |
| 8           | Luke Wilkshire          | 02.10.1981   | 22        | 4         | 0         | 1         | 0         | 0         |
| 15          | Anthony Danze           | 15.03.1984   | 20        | 3         | 0         | 0         | 0         | 0         |
| 13          | Carl Valeri             | 14.08.1984   | 19        | 3         | 0         | 1         | 0         | 0         |
| 16          | Spase Dilevski          | 13.05.1985   | 19        | 1         | 0         | 0         | 0         | 0         |
| Anfallare   |                         |              |           |           |           |           |           |           |
| 9           | John Aloisi             | 05.02.1976   | 28        | 4         | 3         | 0         | 0         | 0         |
| 11          | Alex Brosque            | 12.10.1983   | 20        | 4         | 0         | 0         | 0         | 0         |
| 14          | Brett Holman            | 27.03.1984   | 20        | 4         | 0         | 0         | 0         | 0         |
| Coach       |                         |              |           |           |           |           |           |           |
|             | Frank Farina            | 05.09.1964   | 39        |           |           |           |           |           |

Gruppspel
| Lag                    | Pld | W | D | L | GF | GA | GD  | Pts |
| ---------------------- | --- | - | - | - | -- | -- | --- | --- |
| Argentina              | 3   | 3 | 0 | 0 | 9  | 0  | +9  | 9   |
| Australien             | 3   | 1 | 1 | 1 | 6  | 3  | +3  | 4   |
| Tunisien               | 3   | 1 | 1 | 1 | 4  | 5  | −1  | 4   |
| Serbien och Montenegro | 3   | 0 | 0 | 3 | 3  | 14 | −11 | 0   |

|       | 11 augusti 2004 | Tunisien | 1 – 1   | Australien | Pankritio Stadium, Heraklion                     |                                                  |
| 20:30 | 20:30           |          | Rapport |            | Publik: 15 757 Domare: Kyros Vassaras (Grekland) | Publik: 15 757 Domare: Kyros Vassaras (Grekland) |
| 20:30 | 20:30           |          |         |            | Publik: 15 757 Domare: Kyros Vassaras (Grekland) | Publik: 15 757 Domare: Kyros Vassaras (Grekland) |
| 20:30 | 20:30           |          |         |            | Publik: 15 757 Domare: Kyros Vassaras (Grekland) | Publik: 15 757 Domare: Kyros Vassaras (Grekland) |

|       | 14 augusti 2004 | Serbien och Montenegro | 1 – 5   | Australien | Pankritio Stadium, Heraklion                            |                                                         |
| 20:30 | 20:30           |                        | Rapport |            | Publik: 8 857 Domare: Subkhiddin Mohd Salleh (Malaysia) | Publik: 8 857 Domare: Subkhiddin Mohd Salleh (Malaysia) |
| 20:30 | 20:30           |                        |         |            | Publik: 8 857 Domare: Subkhiddin Mohd Salleh (Malaysia) | Publik: 8 857 Domare: Subkhiddin Mohd Salleh (Malaysia) |
| 20:30 | 20:30           |                        |         |            | Publik: 8 857 Domare: Subkhiddin Mohd Salleh (Malaysia) | Publik: 8 857 Domare: Subkhiddin Mohd Salleh (Malaysia) |

|       | 17 augusti 2004 | Argentina | 1 – 0   | Australien | Karaiskaki Stadium, Pireaus                         |                                                     |
| 20:30 | 20:30           |           | Rapport |            | Publik: 26 338 Domare: Essam Abd El Fatah (Egypten) | Publik: 26 338 Domare: Essam Abd El Fatah (Egypten) |
| 20:30 | 20:30           |           |         |            | Publik: 26 338 Domare: Essam Abd El Fatah (Egypten) | Publik: 26 338 Domare: Essam Abd El Fatah (Egypten) |
| 20:30 | 20:30           |           |         |            | Publik: 26 338 Domare: Essam Abd El Fatah (Egypten) | Publik: 26 338 Domare: Essam Abd El Fatah (Egypten) |

Slutspel
|  | Kvartsfinaler            | Kvartsfinaler            |                     |      | Semifinaler | Semifinaler |  |  | Final                    | Final |
|  |                          |                          |                     |      |             |             |  |  |                          |       |
|  | 21 augusti– Pireaus      |                          |                     |      |             |             |  |  |                          |       |
|  |                          |                          |                     |      |             |             |  |  |                          |       |
|  | Mali                     | 0                        |                     |      |             |             |  |  |                          |       |
|  | Mali                     | 0                        | 24 augusti– Pireaus |      |             |             |  |  |                          |       |
|  | Italien                  | 1                        |                     |      |             |             |  |  |                          |       |
|  | Italien                  | 1                        | Italien             | 0    |             |             |  |  |                          |       |
|  | 21 augusti– Patras       |                          | Italien             | 0    |             |             |  |  |                          |       |
|  |                          | Argentina                | 3                   |      |             |             |  |  |                          |       |
|  | Argentina                | Argentina                | 3                   | 4    |             |             |  |  |                          |       |
|  | Argentina                |                          | 28 augusti– Aten    | 4    |             |             |  |  |                          |       |
|  | Costa Rica               | 0                        |                     |      |             |             |  |  |                          |       |
|  | Costa Rica               | 0                        | Argentina           | 1    |             |             |  |  |                          |       |
|  | 21 augusti– Heraklion    |                          | Argentina           | 1    |             |             |  |  |                          |       |
|  |                          | Paraguay                 | 0                   |      |             |             |  |  |                          |       |
|  | Irak                     | Paraguay                 | 0                   | 1    |             |             |  |  |                          |       |
|  | Irak                     | 24 augusti– Thessaloniki |                     | 1    |             |             |  |  |                          |       |
|  | Australien               | 0                        |                     |      |             |             |  |  |                          |       |
|  | Australien               | 0                        | Irak                | 1    | Bronsmatch  | Bronsmatch  |  |  |                          |       |
|  | 21 augusti– Thessaloniki |                          | Irak                | 1    | Bronsmatch  | Bronsmatch  |  |  |                          |       |
|  |                          | Paraguay                 | 3                   |      |             |             |  |  |                          |       |
|  | Paraguay                 | Paraguay                 | 3                   | 3    | Italien     | 1           |  |  |                          |       |
|  | Paraguay                 |                          |                     | 3    | Italien     | 1           |  |  |                          |       |
|  | Sydkorea                 | 2                        |                     | Irak | 0           |             |  |  |                          |       |
|  | Sydkorea                 | 2                        |                     |      | 0           |             |  |  |                          |       |
|  |                          |                          |                     |      |             |             |  |  | 27 augusti– Thessaloniki |       |
|  |                          |                          |                     |      |             |             |  |  |                          |       |

## Friidrott
Herrar
Bana, maraton och gång
| Idrottare                                              | Gren               | Heat     | Heat      | Kvartsfinal      | Kvartsfinal      | Semifinal        | Semifinal        | Final            | Final            |
| Idrottare                                              | Gren               | Resultat | Placering | Resultat         | Placering        | Resultat         | Placering        | Resultat         | Placering        |
| ------------------------------------------------------ | ------------------ | -------- | --------- | ---------------- | ---------------- | ---------------- | ---------------- | ---------------- | ---------------- |
| Joshua Ross                                            | 100 meter          | 10,24    | 3 Q       | 10,22            | 5                | Gick inte vidare | Gick inte vidare | Gick inte vidare | Gick inte vidare |
| Adam Miller                                            | 200 meter          | 21,31    | 8         | Gick inte vidare | Gick inte vidare | Gick inte vidare | Gick inte vidare | Gick inte vidare | Gick inte vidare |
| Casey Vincent                                          | 400 meter          | 46,09    | 4         | i.u.             | i.u.             | Gick inte vidare | Gick inte vidare | Gick inte vidare | Gick inte vidare |
| Clinton Hill                                           | 400 meter          | 45,89    | 4         | i.u.             | i.u.             | Gick inte vidare | Gick inte vidare | Gick inte vidare | Gick inte vidare |
| Craig Mottram                                          | 5 000 meter        | 13:21,88 | 4 Q       | i.u.             | i.u.             | i.u.             | i.u.             | 13:25,70         | 8                |
| Peter Nowill                                           | 3 000 meter hinder | 8:29,14  | 7         | i.u.             | i.u.             | i.u.             | i.u.             | Gick inte vidare | Gick inte vidare |
| Adam Basil Paul di Bella Patrick Johnson Josh Ross     | 4 x 100 meter      | 38,49    | 3 Q       | i.u.             | i.u.             | i.u.             | i.u.             | 38,56            | 6                |
| John Steffensen Clinton Hill Patrick Dwyer Mark Ormrod | 4 x 400 meter      | 3:03,06  | 4 q       | i.u.             | i.u.             | i.u.             | i.u.             | 3:00,60          | 2                |
| Sisay Bezabeh                                          | Maraton            | i.u.     | i.u.      | i.u.             | i.u.             | i.u.             | i.u.             | 2:25:26          | 60               |
| Nicholas Harrison                                      | Maraton            | i.u.     | i.u.      | i.u.             | i.u.             | i.u.             | i.u.             | 2:21:42          | 45               |
| Lee Troop                                              | Maraton            | i.u.     | i.u.      | i.u.             | i.u.             | i.u.             | i.u.             | 2:18:46          | 28               |
| Luke Adams                                             | 20 kilometer gång  | i.u.     | i.u.      | i.u.             | i.u.             | i.u.             | i.u.             | 1:23:52          | 16               |
| Nathan Deakes                                          | 20 kilometer gång  | i.u.     | i.u.      | i.u.             | i.u.             | i.u.             | i.u.             | 1:20:02          | 3                |
| Nathan Deakes                                          | 50 kilometer gång  | i.u.     | i.u.      | i.u.             | i.u.             | i.u.             | i.u.             | DSQ              | x                |

Fältgrenar och tiokamå
| Idrottare             | Gren          | Kval     | Kval      | Final            | Final            |
| Idrottare             | Gren          | Resultat | Placering | Resultat         | Placering        |
| --------------------- | ------------- | -------- | --------- | ---------------- | ---------------- |
| Paul Burgess          | Stavhopp      | 5.70     | =1 Q      | 5,55             | =11              |
| Steven Hooker         | Stavhopp      | 5,30     | =29       | Gick inte vidare | Gick inte vidare |
| Dmitri Markov         | Stavhopp      | 5,50     | =22       | Gick inte vidare | Gick inte vidare |
| Andrew Murphy         | Tresteg       | 16,82    | 14        | Gick inte vidare | Gick inte vidare |
| Justin Anlezark       | Kulstötning   | 20,45    | 6 Q       | 20.31            | 7                |
| Stuart Rendell        | Släggkastning | 72,61    | 25        | Gick inte vidare | Gick inte vidare |
| Oliver Dziubak        | Spjutkastning | 78,53    | 19        | Gick inte vidare | Gick inte vidare |
| William Hamlyn-Harris | Spjutkastning | 77,43    | 21        | Gick inte vidare | Gick inte vidare |

Damer
Bana, maraton och gång
| Idrottare       | Gren              | Heat     | Heat      | Kvartsfinal | Kvartsfinal | Semifinal       | Semifinal       | Final           | Final           |
| Idrottare       | Gren              | Resultat | Placering | Resultat    | Placering   | Resultat        | Placering       | Resultat        | Placering       |
| --------------- | ----------------- | -------- | --------- | ----------- | ----------- | --------------- | --------------- | --------------- | --------------- |
| Lauren Hewitt   | 200 meter         | 22,87    | 4 Q       | 23,44       | 8           | Did not advance | Did not advance | Did not advance | Did not advance |
| Tamsyn Lewis    | 800 meter         | 2:02,67  | 5         | i.u.        | i.u.        | Did not advance | Did not advance | Did not advance | Did not advance |
| Sarah Jamieson  | 1 500 meter       | 4:09,25  | 10        | i.u.        | i.u.        | Did not advance | Did not advance | Did not advance | Did not advance |
| Benita Johnson  | 10 000 meter      | i.u.     | i.u.      | i.u.        | i.u.        | i.u.            | i.u.            | 32:32,01        | 24              |
| Haley McGregor  | 10 000 meter      | i.u.     | i.u.      | i.u.        | i.u.        | i.u.            | i.u.            | 33:35,27        | 25              |
| Jana Pittman    | 400 meter häck    | 54,83    | 1 Q       | i.u.        | i.u.        | 54,05           | 2 Q             | 53,92           | 5               |
| Kerryn McCann   | Maraton           | i.u.     | i.u.      | i.u.        | i.u.        | i.u.            | i.u.            | 2:41:41         | 31              |
| Jane Saville    | 20 kilometer gång | i.u.     | i.u.      | i.u.        | i.u.        | i.u.            | i.u.            | 1:29:25         | 3               |
| Natalie Saville | 20 kilometer gång | i.u.     | i.u.      | i.u.        | i.u.        | i.u.            | i.u.            | 1:36:54         | 36              |
| Cheryl Webb     | 20 kilometer gång | i.u.     | i.u.      | i.u.        | i.u.        | i.u.            | i.u.            | 1:37:40         | 38              |

Fältgrenar och sjukamp
| Idrottare        | Gren          | Kval     | Kval      | Final            | Final            |
| Idrottare        | Gren          | Resultat | Placering | Resultat         | Placering        |
| ---------------- | ------------- | -------- | --------- | ---------------- | ---------------- |
| Petrina Price    | Höjdhopp      | 1,80     | 34        | Gick inte vidare | Gick inte vidare |
| Kym Howe         | Stavhopp      | 4,30     | 16        | Gick inte vidare | Gick inte vidare |
| Bronwyn Thompson | Längdhopp     | 6,80     | 2 Q       | 6,96             | 4                |
| Bronwyn Eagles   | Släggkastning | 64,09    | 32        | Gick inte vidare | Gick inte vidare |
| Brooke Krueger   | Släggkastning | 63,88    | 33        | Gick inte vidare | Gick inte vidare |

Kombinerade grenar – Sjukamp
| Idrottare     | Gren     | 100H  | HJ   | SP    | 200 m | LJ   | JT    | 800 m   | Final | Placering |
| ------------- | -------- | ----- | ---- | ----- | ----- | ---- | ----- | ------- | ----- | --------- |
| Kylie Wheeler | Resultat | 13,88 | 1,79 | 13,18 | 24,35 | 6,36 | 37,77 | 2:17,65 | 6090  | 18        |
| Kylie Wheeler | Poäng    | 995   | 966  | 739   | 947   | 962  | 625   | 856     | 6090  | 18        |

## Fäktning
Herrar
| Seamus Robinson  | Värja   | BYE | Kolobkov (RUS) L 5-15 | Gick inte vidare | Gick inte vidare | Gick inte vidare | Gick inte vidare | Gick inte vidare |
| Frank Bartolillo | Florett | BYE | Wu (CHN) L 8-15       | Gick inte vidare | Gick inte vidare | Gick inte vidare | Gick inte vidare | Gick inte vidare |

Damer
| Evelyn Halls | Värja | BYE | Lee (KOR) W 15-14 | Nisima (FRA) L 10-15 | Gick inte vidare | Gick inte vidare | Gick inte vidare | Gick inte vidare |

## Gymnastik

### Artistisk
Herrar
Mångkamp, ind.
| Idrottare      | Kval    | Kval    | Kval    | Kval    | Kval    | Kval    | Kval   | Kval      | Final            | Final            | Final            | Final            | Final            | Final            | Final            | Final            |
| Idrottare      | Redskap | Redskap | Redskap | Redskap | Redskap | Redskap | Totalt | Placering | Redskap          | Redskap          | Redskap          | Redskap          | Redskap          | Redskap          | Totalt           | Placering        |
| Idrottare      | F       | PH      | R       | V       | PB      | HB      | Totalt | Placering | F                | PH               | R                | V                | PB               | HB               | Totalt           | Placering        |
| -------------- | ------- | ------- | ------- | ------- | ------- | ------- | ------ | --------- | ---------------- | ---------------- | ---------------- | ---------------- | ---------------- | ---------------- | ---------------- | ---------------- |
| Philippe Rizzo | i.u.    | 8.,700  | i.u.    | i.u.    | 9,700   | 8,950   | i.u.   | i.u.      | Gick inte vidare | Gick inte vidare | Gick inte vidare | Gick inte vidare | Gick inte vidare | Gick inte vidare | Gick inte vidare | Gick inte vidare |

Damer
Mångkamp, lag
| Idrottare           | Kval    | Kval    | Kval    | Kval    | Kval    | Kval      | Final            | Final            | Final            | Final            | Final            | Final            |
| Idrottare           | Redskap | Redskap | Redskap | Redskap | Totalt  | Placering | Redskap          | Redskap          | Redskap          | Redskap          | Totalt           | Placering        |
| Idrottare           | V       | UB      | BB      | F       | Totalt  | Placering | V                | UB               | BB               | F                | Totalt           | Placering        |
| ------------------- | ------- | ------- | ------- | ------- | ------- | --------- | ---------------- | ---------------- | ---------------- | ---------------- | ---------------- | ---------------- |
| Stephanie Moorhouse | 8,875   | 9,337   | 9,162   | 8,850   | 36,224  | 30 q      | 9,037            | 8,587            | 8,200            | 8,925            | 35,723           | 20               |
| Melissa Munro       | 9,225   | i.u.    | 9,312   | 9,187   | i.u.    | i.u.      | Gick inte vidare | Gick inte vidare | Gick inte vidare | Gick inte vidare | Gick inte vidare | Gick inte vidare |
| Karen Nguyen        | 9,087   | 9,300   | i.u.    | 8,725   | i.u.    | i.u.      | Gick inte vidare | Gick inte vidare | Gick inte vidare | Gick inte vidare | Gick inte vidare | Gick inte vidare |
| Monette Russo       | 9,050   | 9,437   | 8,887   | 9,062   | 34,436  | 25 Q      | Skadad           | Skadad           | Skadad           | Skadad           | Skadad           | Skadad           |
| Lisa Skinner        | i.u.    | 9,387   | 8,700   | i.u.    | i.u.    | i.u.      | Gick inte vidare | Gick inte vidare | Gick inte vidare | Gick inte vidare | Gick inte vidare | Gick inte vidare |
| Allana Slater       | 9,212   | 8,775   | 9,587 Q | 9,337   | 37,011  | 17 Q      | 9,175            | 9,362            | 9,212            | 9,350            | 37,099           | 10               |
| Lagtotal            | 36,574  | 37,461  | 36,948  | 36,463  | 147,419 | 8 Q       | Se nedan         | Se nedan         | Se nedan         | Se nedan         | Se nedan         | Se nedan         |

Mångkamp, lag: final
| Idrottare           | Redskap | Redskap | Redskap | Redskap | Totalt  | Placering |
| Idrottare           | V       | UB      | BB      | F       | Totalt  | Placering |
| ------------------- | ------- | ------- | ------- | ------- | ------- | --------- |
| Stephanie Moorhouse | i.u.    | i.u.    | 9,187   | 9,037   | 108,847 | 8         |
| Melissa Munro       | 9,162   | i.u.    | 9,150   | 8,912   | 108,847 | 8         |
| Karen Nguyen        | 9,112   | i.u.    | i.u.    | i.u.    | 108,847 | 8         |
| Monette Russo       | i.u.    | 8,125   | i.u.    | i.u.    | 108,847 | 8         |
| Lisa Skinner        | i.u.    | 9,425   | i.u.    | i.u.    | 108,847 | 8         |
| Allana Slater       | 9,175   | 9,550   | 8,637   | 9,375   | 108,847 | 8         |
| Totals              | 27,449  | 27,100  | 26,974  | 27,324  | 108,847 | 8         |

Individuella finaler
| Gymnast       | Redskap | Poäng | Placering |
| ------------- | ------- | ----- | --------- |
| Allana Slater | Bom     | 8,750 | 8         |

### Rytmisk
| Idrottare          | Gren         | Kval     | Kval   | Kval   | Kval   | Kval   | Kval      | Final            | Final            | Final            | Final            | Final            | Final            |
| Idrottare          | Gren         | Tunnband | Boll   | Käglor | Band   | Totalt | Placering | Tunnband         | Boll             | Käglor           | Band             | Totalt           | Placering        |
| ------------------ | ------------ | -------- | ------ | ------ | ------ | ------ | --------- | ---------------- | ---------------- | ---------------- | ---------------- | ---------------- | ---------------- |
| Penelope Blackmore | Individuellt | 19,575   | 19,325 | 19,600 | 14,550 | 73,050 | 23        | Gick inte vidare | Gick inte vidare | Gick inte vidare | Gick inte vidare | Gick inte vidare | Gick inte vidare |

### Trampolin
| Lesley Daly | Damer | 25,80 | 33,10 | 58,90 | 13 | Gick inte vidare | Gick inte vidare |

## Judo
Herrar
| Idrottare              | Gren                     | Sextondelsfinal               | Åttondelsfinal               | Kvartsfinal             | Semifinal            | Repechage                                                                                                | Final                | Final            |
| Idrottare              | Gren                     | Motståndare Resultat          | Motståndare Resultat         | Motståndare Resultat    | Motståndare Resultat | Motståndare Resultat                                                                                     | Motståndare Resultat | Placering        |
| ---------------------- | ------------------------ | ----------------------------- | ---------------------------- | ----------------------- | -------------------- | --- | -------------------- | ---------------- |
| Scott Fernandis        | Extra lättvikt (-60 kg)  | Fallon (GBR) L 0000-1000      | Gick inte vidare             | Gick inte vidare        | Gick inte vidare     | Gick inte vidare                                                                                         | Gick inte vidare     | Gick inte vidare |
| Heath Young            | Halv lättvikt (-66 kg)   | Paz (BOL) W 0103-0000         | Arencibia (CUB) L 0001-1001  | Gick inte vidare        | Gick inte vidare     | Omgång 1 Ortiz (VEN) L 0000-1000                                                                         | Gick inte vidare     | Gick inte vidare |
| Andrew Collett         | Lättvikt (-73 kg)        | Wiłkomirski (POL) L 0001-1001 | Gick inte vidare             | Gick inte vidare        | Gick inte vidare     | Gick inte vidare                                                                                         | Gick inte vidare     | Gick inte vidare |
| Morgan Endicott-Davies | Halv mellanvikt (-81 kg) | Iliadis (GRE) L 0000-1002     | Gick inte vidare             | Gick inte vidare        | Gick inte vidare     | Omgång 1 Sganga (ARG) W 1000-0000 Omgång 2 Kwon (KOR) L 0000-1001                                        | Gick inte vidare     | Gick inte vidare |
| Daniel Kelly           | Mellanvikt (-90 kg)      | Gordon (GBR) L 0000-1100      | Gick inte vidare             | Gick inte vidare        | Gick inte vidare     | Omgång 1 Geraldino (DOM) W 1010-0000 Omgång 2 Honorato (BRA) W 0011-0010 Omgång 3 Taov (RUS) L 0001-0100 | Gick inte vidare     | Gick inte vidare |
| Martin Kelly           | Halv tungvikt (-100 kg)  | Jackman (BAR) W 1101-0010     | Inoue (JPN) L 0000-1000      | Gick inte vidare        | Gick inte vidare     | Gick inte vidare                                                                                         | Gick inte vidare     | Gick inte vidare |
| Semir Pepic            | Tungvikt (+100 kg)       | Camacho (COL) W 1000-0000     | Boonzaayer (USA) W 1010-0000 | Miran (IRI) L 0100-0110 | Gick inte vidare     | Omgång 2 Tataroğlu (TUR) L 0010-0110                                                                     | Gick inte vidare     | Gick inte vidare |

Damer
| Idrottare        | Gren                     | Sextondelsfinal            | Åttondelsfinal              | Kvartsfinal           | Semifinal              | Återkval                                           | Final                            | Final            |
| Idrottare        | Gren                     | Motståndare Resultat       | Motståndare Resultat        | Motståndare Resultat  | Motståndare Resultat   | Motståndare Resultat                               | Motståndare Resultat             | Placering        |
| ---------------- | ------------------------ | -------------------------- | --------------------------- | --------------------- | ---------------------- | -------------------------------------------------- | -------------------------------- | ---------------- |
| Sonya Chervonsky | Extra lättvikt (-48 kg)  | Jossinet (FRA) L 0000-0200 | Gick inte vidare            | Gick inte vidare      | Gick inte vidare       | Omgång 1 Moskvina (BLR) L 0000-1000                | Gick inte vidare                 | Gick inte vidare |
| Maria Pekli      | Lättvikt (-57 kg)        | Göldi (SUI) L 0000-1000    | Gick inte vidare            | Gick inte vidare      | Gick inte vidare       | Gick inte vidare                                   | Gick inte vidare                 | Gick inte vidare |
| Carly Dixon      | Halv mellanvikt (-63 kg) | BYE                        | Décosse (FRA) L 0000-1010   | Gick inte vidare      | Gick inte vidare       | Gick inte vidare                                   | Gick inte vidare                 | Gick inte vidare |
| Catherine Arlove | Mellanvikt (-70 kg)      | BYE                        | Pažoutová (CZE) W 0100-0001 | Kim (PRK) W 0100-0010 | Ueno (JPN) L 0010-0100 | i.u.                                               | Bronsmatch Qin (CHN) L 0001-1010 | =5               |
| Jessica Malone   | Tungvikt (+78 kg)        | BYE                        | Tsukada (JPN) L 0000-1000   | Gick inte vidare      | Gick inte vidare       | Omgång 1 BYE Omgång 2 Prokofyeva (UKR) L 0000-1000 | Gick inte vidare                 | Gick inte vidare |

## Kanotsport
Slalom
| Robin Bell                   | Herrarnas C-1 slalom | 212.68 | 12 Q | 97.48            | 4 Q              | 95.35            | 192.83           | 4                |
| Mark Bellofiore Lachie Milne | Herrarnas C-2 slalom | 278.36 | 12   | Gick inte vidare | Gick inte vidare | Gick inte vidare | Gick inte vidare | Gick inte vidare |
| Warwick Draper               | Herrarnas K-1 slalom | 201.10 | 18 Q | 97.03            | 10 Q             | 100.40           | 197.43           | 9                |
| Louise Natoli                | Damernas K-1 slalom  | 227.21 | 8 Q  | 113.24           | 9 Q              | 113.20           | 227.44           | 7                |

Sprint
| Kanotist                                              | Gren                 | Heat     | Heat      | Semifinal | Semifinal | Final            | Final            |
| Kanotist                                              | Gren                 | Tid      | Placering | Tid       | Placering | Tid              | Placering        |
| ----------------------------------------------------- | -------------------- | -------- | --------- | --------- | --------- | ---------------- | ---------------- |
| Martin Marinov                                        | Herrarnas C-1 500 m  | 1:49.698 | 2 QS      | 1:51.219  | 4         | Gick inte vidare | Gick inte vidare |
| Nathan Baggaley                                       | Herrarnas K-1 500 m  | 1:37.997 | 2 QS      | 1:39.031  | 2 QF      | 1:38.467         | 2                |
| Nathan Baggaley                                       | Herrarnas K-1 1000 m | 3:29.414 | 2 QS      | 3:28.417  | 1 QF      | 3:28.310         | 4                |
| Clint Robinson Nathan Baggaley                        | Herrarnas K-2 500 m  | 1:30.869 | 4 QS      | 1:30.710  | 2 QF      | 1:27.920         | 2                |
| Daniel Collins David Rhodes                           | Herrarnas K-2 1000 m | 3:11.272 | 3 QF      | BYE       | BYE       | 3:19.956         | 4                |
| Amanda Rankin                                         | Damernas K-1 500 m   | 1:56.678 | 7 QS      | 1:56.198  | 8         | Gick inte vidare | Gick inte vidare |
| Paula Harvey Susan Tegg                               | Damernas K-2 500 m   | 1:46.319 | 7 QS      | 1:51.402  | 9         | Gick inte vidare | Gick inte vidare |
| Chantal Meek Amanda Rankin Kate Barclay Lisa Oldenhof | Damernas K-4 500 m   | 1:35.078 | 4 QS      | 1:33.977  | 1 QF      | 1:38.116         | 6                |

## Konstsim
| Idrottare                   | Gren           | Teknisk rutin | Teknisk rutin | Fri rutin (inledande) | Fri rutin (inledande)  | Fri rutin (inledande) | Fri rutin (final) | Fri rutin (final)      | Fri rutin (final) |
| Idrottare                   | Gren           | Poäng         | Placering     | Poäng                 | Totalt (teknisk + fri) | Placering             | Placering         | Totalt (teknisk + fri) | Placering         |
| --------------------------- | -------------- | ------------- | ------------- | --------------------- | ---------------------- | --------------------- | ----------------- | ---------------------- | ----------------- |
| Amanda Laird Leonie Nichols | Damernas duett | 38.917        | 38.834        | 77.751                | 24                     | Gick inte vidare      | Gick inte vidare  | Gick inte vidare       |                   |

## Landhockey
Herrar
Coach: Barry Dancer
| 1. Jamie Dwyer 2. Liam de Young 3. Michael McCann 4. Troy Elder 5. Robert Hammond 6. Nathan Eglington 7. Mark Knowles 8. Michael Brennan | 1. Grant Schubert 2. Bevan George 3. Mark Hickman (GK) 4. Matthew Wells 5. Travis Brooks 6. Brent Livermore 7. Dean Butler 8. Stephen Mowlam (GK) |

Gruppspel
| Lag           | Pld | W | D | L | GF | GA | GD  | Pts |
| ------------- | --- | - | - | - | -- | -- | --- | --- |
| Nederländerna | 5   | 5 | 0 | 0 | 16 | 9  | +7  | 15  |
| Australien    | 5   | 3 | 1 | 1 | 14 | 10 | +10 | 10  |
| Nya Zeeland   | 5   | 3 | 0 | 2 | 13 | 11 | +2  | 9   |
| Indien        | 5   | 1 | 1 | 3 | 11 | 13 | −2  | 4   |
| Sydafrika     | 5   | 1 | 0 | 4 | 9  | 15 | −6  | 3   |
| Argentina     | 5   | 0 | 2 | 3 | 8  | 13 | −5  | 2   |

Slutspel
|  | Semifinaler     | Semifinaler         |   |                   | Final           | Final |  |
|  |                 |                     |   |                   |                 |       |  |
|  | 25 augusti 2004 |                     |   |                   |                 |       |  |
|  | Nederländerna   | 3                   |   |                   |                 |       |  |
|  | Tyskland        | 2                   |   |                   |                 |       |  |
|  |                 |                     |   |                   |                 |       |  |
|  |                 |                     |   |                   | 27 augusti 2004 |       |  |
|  |                 |                     |   |                   | Nederländerna   | 1     |  |
|  |                 | Australien (a.e.t.) | 2 |                   |                 |       |  |
|  |                 |                     |   |                   |                 |       |  |
|  |                 |                     |   |                   |                 |       |  |
|  |                 |                     |   |                   | Bronsmatch      |       |  |
|  | 25 augusti 2004 | 25 augusti 2004     |   | 27 augusti 2004   | 27 augusti 2004 |       |  |
|  | Spanien         | 3                   |   | Tyskland (a.e.t.) | 4               |       |  |
|  | Australien      | 6                   |   |                   | Spanien         | 3     |  |

Damer
Coach: David Bell

1. Toni Cronk (GK)
2. Louise Dobson
3. Karen Smith
4. Peta Gallagher
5. Bianca Netzler
6. Emily Halliday
7. Nicole Arrold
8. Rachel Imison (GK)
9. Carmel Bakurski
10. Katie Allen
11. Angie Skirving
12. Melanie Twitt
13. Suzie Faulkner
14. Julie Towers
15. Katrina Powell (c)
16. Nikki Hudson

Gruppspel
| Lag           | Pld | W | D | L | GF | GA | GD | Pts |
| ------------- | --- | - | - | - | -- | -- | -- | --- |
| Nederländerna | 4   | 4 | 0 | 0 | 14 | 5  | +9 | 12  |
| Tyskland      | 4   | 2 | 0 | 2 | 6  | 10 | −4 | 6   |
| Sydkorea      | 4   | 1 | 1 | 2 | 9  | 8  | +1 | 4   |
| Australien    | 4   | 1 | 1 | 2 | 6  | 5  | +1 | 4   |
| Sydafrika     | 4   | 1 | 0 | 3 | 5  | 12 | −7 | 3   |

## Modern femkamp
| Idrottare         | Gren              | Skytte   | Skytte | Fäktning | Fäktning | Simning  | Simning | Ridning | Ridning | Löpning  | Löpning | Totalpoäng | Placering |
| Idrottare         | Gren              | Resultat | Poäng  | Resultat | Poäng    | Resultat | Poäng   | Straff  | Poäng   | Resultat | Poäng   | Totalpoäng | Placering |
| ----------------- | ----------------- | -------- | ------ | -------- | -------- | -------- | ------- | ------- | ------- | -------- | ------- | ---------- | --------- |
| Alexander Parygin | Herrarnas tävling | 169      | 964    | 13-18    | 748      | 2:14,14  | 1192    | 196     | 1004    | 10:01,57 | 996     | 4904       | 27        |
| Eszter Hortobagyi | Damernas tävling  | 169      | 964    | 11-20    | 692      | 2:29,42  | 1128    | 56      | 1144    | 11:11,44 | 1036    | 4964       | 20        |

## Ridsport

### Dressyr
| Idrottare       | Häst  | Gren                | Grand Prix | Grand Prix | Grand Prix Special | Grand Prix Special | Grand Prix Fristil | Grand Prix Fristil | Totalt           | Totalt           |
| Idrottare       | Häst  | Gren                | Poäng      | Placering  | Poäng              | Placering          | Poäng              | Placering          | Poäng            | Placering        |
| --------------- | ----- | ------------------- | ---------- | ---------- | ------------------ | ------------------ | ------------------ | ------------------ | ---------------- | ---------------- |
| Mary Hanna      | Limbo | Individuell dressyr | 65,500     | 39         | Gick inte vidare   | Gick inte vidare   | Gick inte vidare   | Gick inte vidare   | Gick inte vidare | Gick inte vidare |
| Ricky MacMillan | Crisp | Individuell dressyr | 65,917     | 37         | Gick inte vidare   | Gick inte vidare   | Gick inte vidare   | Gick inte vidare   | Gick inte vidare | Gick inte vidare |

### Fälttävlan
| Ryttare                                                          | Häst            | Gren                    | Dressyr | Dressyr   | Terräng | Terräng  | Terräng   | Hoppning    | Hoppning    | Hoppning    | Hoppning         | Hoppning         | Hoppning         | Totalt           | Totalt           |
| Ryttare                                                          | Häst            | Gren                    | Dressyr | Dressyr   | Terräng | Terräng  | Terräng   | Kval        | Kval        | Kval        | Final            | Final            | Final            | Totalt           | Totalt           |
| Ryttare                                                          | Häst            | Gren                    | Straff  | Placering | Straff  | Totalt   | Placering | Straff      | Totalt      | Placering   | Straff           | Totalt           | Placering        | Straff           | Placering        |
| ---------------------------------------------------------------- | --------------- | ----------------------- | ------- | --------- | ------- | -------- | --------- | ----------- | ----------- | ----------- | ---------------- | ---------------- | ---------------- | ---------------- | ---------------- |
| Olivia Bunn                                                      | Top of the Line | Individuell fälttävlan  | 45,20   | =17       | 1,20    | 46,40    | 15        | Drog sig ur | Drog sig ur | Drog sig ur | Gick inte vidare | Gick inte vidare | Gick inte vidare | Gick inte vidare | Gick inte vidare |
| Phillip Dutton                                                   | Nova Top        | Individuell fälttävlan  | 46,80 # | 22        | 0,00    | 46,80    | 16        | 4,00        | 50,80       | 10 Q        | 12,00            | 62,80            | 13               | 62,80            | 13               |
| Andrew Hoy                                                       | Mr Pracatan     | Individuell fälttävlan  | 43,60   | =12       | 75,80 # | 119,40 # | 62        | 16,00       | 135,40 #    | 57          | Gick inte vidare | Gick inte vidare | Gick inte vidare | 135,40           | 57               |
| Rebel Morrow                                                     | Oaklea Groover  | Individuell fälttävlan  | 40,60   | 8         | 1,60 #  | 42,20    | 7         | 8,00        | 50,20       | 9 Q         | 10,00            | 60,20            | 11               | 60,20            | 11               |
| Stuart Tinney                                                    | Jeepster        | Individuell fälttävlan  | 48,80 # | 28        | 0,00    | 48,80 #  | 19        | 36,00 #     | 84,80       | 38          | Gick inte vidare | Gick inte vidare | Gick inte vidare | 84,80            | 38               |
| Olivia Bunn Phillip Dutton Andrew Hoy Rebel Morrow Stuart Tinney | Se ovan         | Lagtävling i fälttävlan | 129,40  | 5         | 1,20    | 135,40   | =3        | 28,00       | 185,80      | 10          | i.u.             | i.u.             | i.u.             | 185,80           | 6                |

### Hoppning
| Ryttare      | Häst        | Gren                 | Kval     | Kval      | Kval     | Kval     | Kval      | Kval     | Kval     | Kval      | Final            | Final            | Final            | Final            | Final            | Totalt           | Totalt           |
| Ryttare      | Häst        | Gren                 | Omgång 1 | Omgång 1  | Omgång 2 | Omgång 2 | Omgång 2  | Omgång 3 | Omgång 3 | Omgång 3  | Omgång A         | Omgång A         | Omgång B         | Omgång B         | Omgång B         | Totalt           | Totalt           |
| Ryttare      | Häst        | Gren                 | Straff   | Placering | Straff   | Totalt   | Placering | Straff   | Totalt   | Placering | Straff           | Placering        | Straff           | Totalt           | Placering        | Straff           | Placering        |
| ------------ | ----------- | -------------------- | -------- | --------- | -------- | -------- | --------- | -------- | -------- | --------- | ---------------- | ---------------- | ---------------- | ---------------- | ---------------- | ---------------- | ---------------- |
| Tim Amitrano | Mr Innocent | Individuell hoppning | 38       | 75        | 48       | 86       | 71        | Gav upp  | Gav upp  | Gav upp   | Gick inte vidare | Gick inte vidare | Gick inte vidare | Gick inte vidare | Gick inte vidare | Gick inte vidare | Gick inte vidare |

## Rodd
Herrar
| Idrottare | Gren                        | Heat    | Heat      | Återkval | Återkval  | Semifinal | Semifinal | Final   | Final     | Final |
| Idrottare | Gren                        | Tid     | Placering | Tid      | Placering | Tid       | Placering | Tid     | Placering |       |
| --- | --------------------------- | ------- | --------- | -------- | --------- | --------- | --------- | ------- | --------- | ----- |
| Craig Jones | Singelsculler               | 7:19,71 | 2 R       | 7:06,13  | 1 SA/B/C  | 7:05,66   | 4 FB      | 6:58,48 | 11        |       |
| Drew Ginn James Tomkins | Tvåa utan styrman           | 6:55,04 | 1 SA/B    | BYE      | BYE       | 6:22,60   | 1 FA      | 6:30,76 | 1         |       |
| Peter Hardcastle Brendan Long | Dubbelsculler               | 6:52,34 | 3 SA/B    | BYE      | BYE       | 6:22,69   | 6 FB      | 6:22,57 | 11        |       |
| George Jelbart Cameron Wurf | Lättvikts-dubbelsculler     | 6:28,94 | 4 R       | 6:26,10  | 3 SC/D    | 6:27,68   | 1 FC      | 6:51,32 | 16        |       |
| David Dennis Robert Jahrling Tom Laurich David McGowan                                                                                      | Fyra utan styrman           | 6:21,97 | 1 SA/B    | BYE      | BYE       | 5:51,81   | 2 FA      | 6:13,06 | 4         |       |
| Scott Brennan David Crawshay Shaun Coulton Duncan Free                                                                                      | Scullerfyra                 | 5:46,32 | 3 SA/B    | BYE      | BYE       | 5:45,45   | 4 FB      | 6:02,31 | 7         |       |
| Simon Burgess Ben Cureton Anthony Edwards Glen Loftus                                                                                       | Lättvikts-fyra utan styrman | 5:50,24 | 1 SA/B    | BYE      | BYE       | 5:55,22   | 2 FA      | 5:57,43 | 2         |       |
| Boden Hanson Mike McKay Stuart Reside James Stewart Geoffrey Stewart Stephen Stewart Stefan Szczurowski Michael Toon (styrman) Stuart Welch | Åtta med styrman            | 5:23,23 | 1 FA      | BYE      | BYE       | i.u.      | i.u.      | 5:45,38 | 3         |       |

Damer
| Idrottare | Gren                    | Heat       | Heat      | Återkval | Återkval  | Semifinal | Semifinal | Final   | Final     | Final |
| Idrottare | Gren                    | Tid        | Placering | Tid      | Placering | Tid       | Placering | Tid     | Placering |       |
| --- | ----------------------- | ---------- | --------- | -------- | --------- | --------- | --------- | ------- | --------- | ----- |
| Donna Martin Jane Robinson | Dubbelsculler           | 7:41,20    | 4 R       | 7:04,69  | 3 FB      | i.u.      | i.u.      | 6:55,17 | 9         |       |
| Amber Halliday Sally Newmarch | Lättvikts-dubbelsculler | 6:49,90 VR | 1 SA/B    | BYE      | BYE       | 6:54,01   | 1 FA      | 6:59,91 | 4         |       |
| Amber Bradley Dana Faletic Kerry Hore Rebecca Sattin                                                                                        | Scullerfyra             | 6:23,46    | 3 R       | 6:24,67  | 3 FA      | i.u.      | i.u.      | 6:34,73 | 3         |       |
| Kyeema Doyle Katie Foulkes (styrman) Monique Heinke Catriona Oliver Sarah Outhwaite Sally Robbins Victoria Roberts Jodi Winter Julia Wilson | Åtta med styrman        | 6:02,77    | 4 R       | 6:09,64  | 3 FA      | i.u.      | i.u.      | 6:31,65 | 6         |       |

## Segling
Herrar
| Seglare                    | Gren      | Lopp | Lopp | Lopp | Lopp | Lopp | Lopp | Lopp | Lopp | Lopp | Lopp | Lopp | Summerad poäng | Finalplacering |
| Seglare                    | Gren      | 1    | 2    | 3    | 4    | 5    | 6    | 7    | 8    | 9    | 10   | M*   | Summerad poäng | Finalplacering |
| -------------------------- | --------- | ---- | ---- | ---- | ---- | ---- | ---- | ---- | ---- | ---- | ---- | ---- | -------------- | -------------- |
| Lars Kleppich              | Mistral   | 9    | 12   | 10   | 4    | 13   | 2    | 8    | 6    | 6    | 31   | 14   | 84             | 8              |
| Anthony Nossiter           | Finnjolle | 18   | 8    | 4    | 7    | 8    | 13   | 1    | 8    | 20   | 6    | 25   | 93             | 6              |
| Malcolm Page Nathan Wilmot | 470       | 12   | DSQ  | 3    | 3    | 19   | 3    | 4    | 18   | 3    | 26   | OCS  | 119            | 12             |
| Colin Beashel David Giles  | Starbåt   | 9    | 7    | OCS  | 5    | 4    | 13   | 11   | 16   | 14   | 6    | 13   | 98             | 15             |

M = Medaljlopp; EL = Eliminerad – gick inte vidare till medaljloppet;
Damer
| Seglare                                       | Gren        | Lopp | Lopp | Lopp | Lopp | Lopp | Lopp | Lopp | Lopp | Lopp | Lopp | Lopp | Summerad poäng | Finalplacering |
| Seglare                                       | Gren        | 1    | 2    | 3    | 4    | 5    | 6    | 7    | 8    | 9    | 10   | M*   | Summerad poäng | Finalplacering |
| --------------------------------------------- | ----------- | ---- | ---- | ---- | ---- | ---- | ---- | ---- | ---- | ---- | ---- | ---- | -------------- | -------------- |
| Jessica Crisp                                 | Mistral     | 4    | 11   | 13   | 5    | 7    | 6    | 7    | 7    | 9    | 5    | 13   | 74             | 6              |
| Sarah Blanck                                  | Europajolle | 3    | 7    | 2    | 11   | 9    | 2    | 13   | 8    | 12   | 8    | 24   | 75             | 4              |
| Jenny Armstrong Belinda Stowell               | 470         | 14   | 12   | 6    | 14   | 11   | 11   | 10   | 8    | 13   | 9    | 19   | 108            | 14             |
| Nicky Bethwaite Karyn Gojnich Kristen Kosmala | Yngling     | 11   | 11   | 12   | 10   | 8    | 16   | 5    | 2    | 13   | 10   | 10   | 92             | 13             |

M = Medaljlopp; EL = Eliminerad – gick inte vidare till medaljloppet;
Öppen
| Seglare                    | Gren    | Lopp | Lopp | Lopp | Lopp | Lopp | Lopp | Lopp | Lopp | Lopp | Lopp | Lopp | Lopp | Lopp | Lopp | Lopp | Lopp | Summerad poäng | Finalplacering |
| Seglare                    | Gren    | 1    | 2    | 3    | 4    | 5    | 6    | 7    | 8    | 9    | 10   | 11   | 12   | 13   | 14   | 15   | M*   | Summerad poäng | Finalplacering |
| -------------------------- | ------- | ---- | ---- | ---- | ---- | ---- | ---- | ---- | ---- | ---- | ---- | ---- | ---- | ---- | ---- | ---- | ---- | -------------- | -------------- |
| Michael Blackburn          | Laser   | 18   | 2    | 10   | 19   | 5    | 6    | 2    | 20   | 13   | 17   | i.u. | i.u. | i.u. | i.u. | i.u. | 32   | 112            | 9              |
| Gary Boyd Chris Nicholson  | 49er    | 13   | 6    | 15   | 1    | 17   | 18   | 10   | 1    | 7    | 3    | 1    | 17   | 2    | 1    | 20   | 11   | 105            | 7              |
| Darren Bundock John Forbes | Tornado | 9    | 7    | 12   | 11   | 1    | 2    | 3    | 4    | 12   | 1    | i.u. | i.u. | i.u. | i.u. | i.u. | 14   | 62             | 6              |

M = Medaljlopp; EL = Eliminerad – gick inte vidare till medaljloppet;

## Simhopp
Herrar
| Steven Barnett                | 3 m              | 397,71 | 17 Q | 614,76 | 16   | Gick inte vidare | Gick inte vidare | Gick inte vidare | Gick inte vidare |
| Robert Newbery                | 3 m              | 429,09 | 10 Q | 657,69 | 10 Q | 620,34           | 12               |                  |                  |
| Mathew Helm                   | 10 m             | 513,06 | 1 Q  | 722,40 | 1 Q  | 730,56           | 2                |                  |                  |
| Robert Newbery                | 10 m             | 461,91 | 7 Q  | 655,89 | 5 Q  | 640,65           | 8                |                  |                  |
| Steven Barnett Robert Newbery | 3 m parhoppning  | i.u.   | i.u. | i.u.   | i.u. | 349,59           | 3                |                  |                  |
| Mathew Helm Robert Newbery    | 10 m parhoppning | i.u.   | i.u. | i.u.   | i.u. | 366,84           | 3                |                  |                  |

Damer
| Idrottare                      | Gren             | Kval   | Kval      | Semifinal | Semifinal | Final  | Final     |
| Idrottare                      | Gren             | Poäng  | Placering | Poäng     | Placering | Poäng  | Placering |
| ------------------------------ | ---------------- | ------ | --------- | --------- | --------- | ------ | --------- |
| Irina Lashko                   | 3 m              | 303,66 | 8 Q       | 550,17    | 4 Q       | 551,97 | 7         |
| Loudy Tourky                   | 3 m              | 310,65 | 5 Q       | 538,44    | 6 Q       | 566,94 | 6         |
| Chantelle Newbery              | 10 m             | 346,95 | 6 Q       | 545,25    | 3 Q       | 590,31 | 1         |
| Loudy Tourky                   | 10 m             | 367,23 | 2 Q       | 560,10    | 1 Q       | 561,66 | 3         |
| Irina Lashko Chantelle Newbery | 3 m parhoppning  | i.u.   | i.u.      | i.u.      | i.u.      | 309,30 | 3         |
| Lynda Folauhola Loudy Tourky   | 10 m parhoppning | i.u.   | i.u.      | i.u.      | i.u.      | 313,92 | 4         |

## Softboll
| Lag              | Spelade | Vinster | Förloster | RF | RA | Pct   |
| ---------------- | ------- | ------- | --------- | -- | -- | ----- |
| USA              | 7       | 7       | 0         | 41 | 0  | 1,000 |
| Australien       | 7       | 6       | 1         | 22 | 14 | 0,857 |
| Japan            | 7       | 4       | 3         | 17 | 8  | 0,571 |
| Kina             | 7       | 3       | 4         | 15 | 20 | 0,429 |
| Kanada           | 7       | 3       | 4         | 6  | 14 | 0,429 |
| Kinesiska Taipei | 7       | 2       | 5         | 3  | 13 | 0,286 |
| Grekland         | 7       | 2       | 5         | 6  | 24 | 0,286 |
| Italien          | 7       | 1       | 6         | 8  | 24 | 0,143 |

## Taekwondo
| Idrottare         | Gren             | Åttondelsfinaler      | Kvartsfinaler         | Semifinaer           | Återkval             | Bronsmatch           | Final                | Final            |
| Idrottare         | Gren             | Motståndare Resultat  | Motståndare Resultat  | Motståndare Resultat | Motståndare Resultat | Motståndare Resultat | Motståndare Resultat | Placering        |
| ----------------- | ---------------- | --------------------- | --------------------- | -------------------- | -------------------- | -------------------- | -------------------- | ---------------- |
| Carlo Massimino   | Herrarnas −68 kg | Omrani (TUN) W 7–2    | Sagastume (GUA) L 4–5 | Gick inte vidare     | Gick inte vidare     | Gick inte vidare     | Gick inte vidare     | Gick inte vidare |
| Daniel Trenton    | Herrarnas −80 kg | Brown (GBR) W 12–6    | Karami (IRI) L 9–13   | Gick inte vidare     | Gick inte vidare     | Gick inte vidare     | Gick inte vidare     | Gick inte vidare |
| Caroline Bartasek | Damernas −67 kg  | Juárez (GUA) L 0–7    | Gick inte vidare      | Gick inte vidare     | Gick inte vidare     | Gick inte vidare     | Gick inte vidare     | Gick inte vidare |
| Tina Morgan       | Damernas +67 kg  | Falavigna (BRA) L 2–7 | Gick inte vidare      | Gick inte vidare     | Gick inte vidare     | Gick inte vidare     | Gick inte vidare     | Gick inte vidare |

## Tennis
Damer
| Spelare                      | Gren      | Omgång 1                         | Omgång 2                          | Åttondelsfinaler                   | Kvartsfinaler                  | Semifinaler                     | Final / BM               | Final / BM       |
| Spelare                      | Gren      | Motståndare Poäng                | Motståndare Poäng                 | Motståndare Poäng                  | Motståndare Poäng              | Motståndare Poäng               | Motståndare Poäng        | Placering        |
| ---------------------------- | --------- | -------------------------------- | --------------------------------- | ---------------------------------- | ------------------------------ | ------------------------------- | ------------------------ | ---------------- |
| Alicia Molik                 | Damsingel | Dementieva (RUS) W 4–6, 6–0, 6–3 | Srebotnik (SLO) W 7–5, 6–4        | Raymond (USA) W 6–4, 6–4           | Sugiyama (JPN) W 6–4, 6–3      | Mauresmo (FRA) L 6–7(8–10), 3–6 | Myskina (RUS) W 6–3, 6–4 | 3                |
| Nicole Pratt                 | Damsingel | Casanova (SUI) W 6–3, 7–5        | Garbin (ITA) W 1–6, 7–6(7–5), 6–2 | Henin-Hardenne (BEL) L 1–6, 0–6    | Gick inte vidare               | Gick inte vidare                | Gick inte vidare         | Gick inte vidare |
| Samantha Stosur              | Damsingel | Rubin (USA) L 2–6, 7–6(8–6), 0–6 | Gick inte vidare                  | Gick inte vidare                   | Gick inte vidare               | Gick inte vidare                | Gick inte vidare         | Gick inte vidare |
| Alicia Molik Rennae Stubbs   | Damdubbel | i.u.                             | Ani / Kanepi (EST) W 6–4, 6–1     | Castaño / Zuluaga (COL) W 6–4, 6–2 | Li T / Sun Tt (CHN) L 3–6, 2–6 | Gick inte vidare                | Gick inte vidare         | Gick inte vidare |
| Nicole Pratt Samantha Stosur | Damdubbel | i.u.                             | Garbin / Vinci (ITA) L 0–6, 1–6   | Gick inte vidare                   | Gick inte vidare               | Gick inte vidare                | Gick inte vidare         | Gick inte vidare |

Herrar
| Spelare                       | Gren       | Omgång 1                      | Omgång 2                         | Åttondelsfinaler                         | Kvartsfinaler     | Semifinaler       | Final / BM        | Final / BM       |
| Spelare                       | Gren       | Motståndare Poäng             | Motståndare Poäng                | Motståndare Poäng                        | Motståndare Poäng | Motståndare Poäng | Motståndare Poäng | Placering        |
| ----------------------------- | ---------- | ----------------------------- | -------------------------------- | ---------------------------------------- | ----------------- | ----------------- | ----------------- | ---------------- |
| Wayne Arthurs                 | Herrsingel | Hănescu (ROM) W 6–4, 7–6(7–4) | Grosjean (FRA) L 6–7(2–7), 3–6   | Gick inte vidare                         | Gick inte vidare  | Gick inte vidare  | Gick inte vidare  | Gick inte vidare |
| Mark Philippoussis            | Herrsingel | Rochus (BEL) L 6–3, 0–6, 1–6  | Gick inte vidare                 | Gick inte vidare                         | Gick inte vidare  | Gick inte vidare  | Gick inte vidare  | Gick inte vidare |
| Wayne Arthurs Todd Woodbridge | Herrdubbel | i.u.                          | Berdych / Novák (CZE) W 6–4, 6–3 | Kiefer / Schüttler (GER) L 6–7(3–7), 3–6 | Gick inte vidare  | Gick inte vidare  | Gick inte vidare  | Gick inte vidare |

## Triathlon
| Triathlet       | Gren                | Simning (1,5 km) | Trans 1 | Cykling (40 km) | Trans 2         | Löpning (10 km) | Total tid       | Placering       |
| --------------- | ------------------- | ---------------- | ------- | --------------- | --------------- | --------------- | --------------- | --------------- |
| Greg Bennett    | Herrarnas triathlon | 18:19            | 0:16    | 1:01:29         | 0:19            | 31:53           | 1:51:41,58      | 4               |
| Peter Robertson | Herrarnas triathlon | 18:16            | 0:16    | 1:01:33         | 0:17            | 35:55           | 1:55:44,36      | 24              |
| Simon Thompson  | Herrarnas triathlon | 18:19            | 0:17    | 1:02:34         | 0:16            | 31:54           | 1:52:47,18      | 10              |
| Loretta Harrop  | Damernas triathlon  | 18:37            | 0:19    | 1:09:05         | 0:21            | 37:08           | 2:04:50,17      | 2               |
| Rina Hill       | Damernas triathlon  | 18:41            | 0:21    | 1:15:32         | 0:24            | 37:45           | 2:11:58,86      | 33              |
| Maxine Seear    | Damernas triathlon  | 19:39            | 0:19    | Fullföljde inte | Fullföljde inte | Fullföljde inte | Fullföljde inte | Fullföljde inte |